# Paranthropus aethiopicus
Paranthropus aethiopicus is een uitgestorven mensachtige uit het geslacht Paranthropus.
Paleoantropologen nemen aan dat Paranthropus aethiopicus tijdens de overgangsperiode van het Laat-Plioceen naar het Vroeg-Pleistoceen, van ongeveer 2,7 tot 2,5 Ma geleden, leefde. Mogelijk stamde Paranthropus aethiopicus direct af van Australopithecus afarensis.
Paranthropus aethiopicus had een schedelkam voor de aanhechting van de kaakspieren en zware jukbeenderen, allebei aanpassingen om goed te kunnen kauwen, vergelijkbaar met gorilla's.

## Fossielen

### Paraustralopithecus aethiopicus
De eerste fossielen van Paranthropus aethiopicus werden in 1967 gevonden in Ethiopië: een tandeloze onderkaak, op 7 juli 1967 door René Houin opgegraven in laag C van de Shunguraformatie, en tandfragmenten. In 1968 werden ze door Camille Arambourg en Yves Coppens benoemd als de soort Paraustralopithecus aethiopicus. De geslachtsnaam betekent 'naast Australopithecus', de soortaanduiding verwijst naar de herkomst uit Afrika. De soortnaam was al op 16 augustus 1967 genoemd op een vergadering van de Académie des sciences maar bleef toen voorlopig een onbeschreven nomen nudum. Het holotype van de soort is de onderkaak, specimen Omo 18-1967-18.
In 1976 werden deze resten door Coppens zelf toegewezen aan Australopithecus africanus. Door hun beperkte omvang was de aard van de soort in 1967 niet geheel duidelijk, ofschoon wel was opgevallen dat de opgaande tak van de onderkaak enorm was. Al in 1962 en 1967 stelde John Talbot Robinson dat robuuste resten uit Oost-Afrika bij Paranthropus moesten worden ondergebracht. In 1985 benoemde Todd Olson een voorloper van Paranthropus boisei, die hij in het materiaal van Australopithecus afarensis meende te onderkennen, als Paranthropus africanus.

### Black skull
De soort had tot de jaren tachtig weinig aandacht gekregen maar dat veranderde abrupt door een spectaculaire vondst. De Black Skull (Nederlands: "Zwarte Schedel") werd op 29 augustus 1985 gevonden in West-Turkana in Kenia door Alan Walker en Richard Leakey en heeft de vondstcode KNM WT 17000. De schedel dankt zijn naam aan de donkere kleur die veroorzaakt is door het hoge mangaangehalte van het omsluitende sediment. De schedel heeft volgens de beschrijving uit 1986 een ouderdom van bijna precies 2,5 miljoen jaar, plusminus zeventigduizend jaar. Geen enkel bekend cranium van een mensachtige was in 1985 even gaaf en ouder. Alleen ontbreken de tanden op een kies en een premolaar na. Het betreft een volwassen exemplaar.

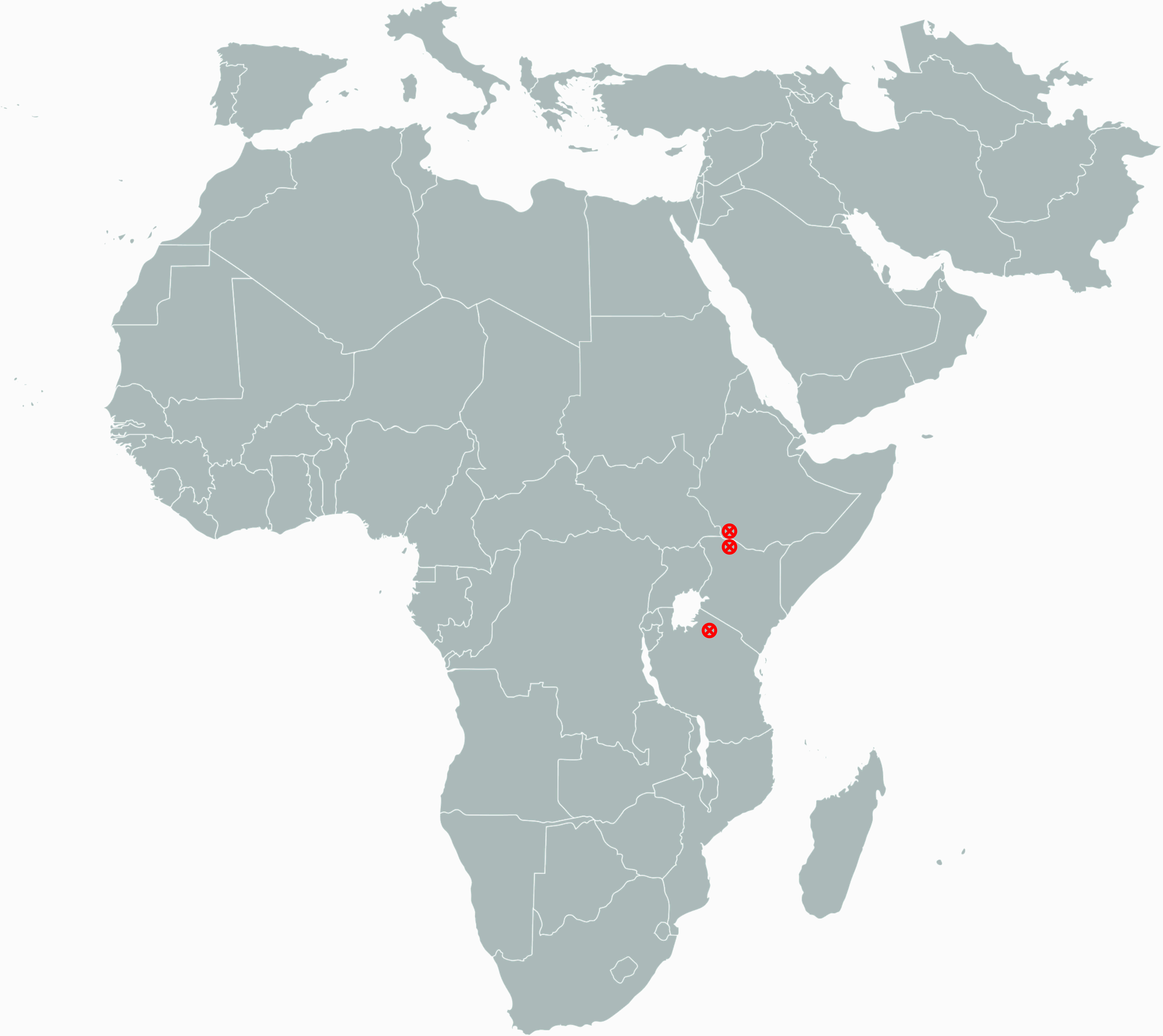
De vondstlocaties

Walker en Leakey voegden in 1986 de Black Skull samen met de vondsten uit 1967. Ze wezen die voorlopig toe aan Australopithecus boisei. Maar voor het geval dat ze een apart taxon zouden vormen, benoemden ze dit vast als een nieuwe soort van Australopithecus: Australopithecus aethiopicus. In 1989 benoemde Walter Ferguson KNM WT 17000 als de aparte soort Australopithecus walkeri, erop wijzend dat de schedel niet met het holotype van Paraustralopithecus overlapte en een identiteit dus niet bewezen kan worden. Deze naam wordt gemeenlijk genegeerd aangezien Ferguson geen wetenschapper is maar illustrator. Soms wordt gemeend dat de naam Australopithecus aethiopicus al bezet is door Australopithecus africanus aethiopicus Tobias 1981 en dat Australopithecus walkeri als vervangingsnaam kan dienen als de soort in Australopithecus geplaatst wordt. Dat is alleen al daarom niet juist dat A. walkeri een ander typespecimen heeft dan A. aethiopicus.

### Verdere vondsten
In 1986 werd ook een onderkaak beschreven, specimen KNM-WT 16005. In 1987 werden verdere vondsten aan de soort toegewezen, maar voorlopig onder de naam Australopithecus cf aethiopicus. Daaronder bevond zich specimen L338y-6, de hersenpan van een ongeveer tien jaar oud mannelijk kind uit de Omo, al beschreven in 1978. De toewijzing werd bevestigd in 1988. In 1999 werd gesteld dat dit ondersteund werd door de vorm van de holten in het achterhoofd. In 2002 concludeerde een studie echter dat een zulke holte in het origineel helemaal niet aantoonbaar was en slechts was waargenomen in een afgietsel uit de derde hand, en de toewijzing dus onzeker is. Andere specimina toegewezen in 1987 betreffen losse tanden en de rechterellepijp L. 40-19, gevonden in 1971 en beschreven in 1974. In 1999 werd echter gesteld dat de ellepijp niet verschilt van die van vroege soorten van Homo. Hielbeen L. 33-895, beschreven in 1986, werd onder voorbehoud toegewezen. In 2006 werd gesteld dat het qua vorm wellicht te modern was voor Paranthropus. Toegewezen werden in 1987 verder de onderkaakfragmenten Mb E-1, E-4 en F-1. Later werden toegewezen, naast vele losse tanden, de specimina Omo L7A-125: een onderkaak (mandibula0; Omo L55-33: een stuk onderkaak; Omo L74A-21: een rechteronderkaak; Omo L860-2: een stuk onderkaak; Omo 18-18: een tandeloze onderkaak; Omo 44-2466: een linkeronderkaak; en Omo 57-41: een onderkaak (mandibula).
Bijna alle vondsten liggen tussen de 2,55 en 2,3 miljoen jaar. Dat weerspiegelt niet het bereik in tijd van de soort zelf maar de grenzen van de fossielhoudende lagen. In de Omo beginnen die weer rond de 1,9 miljoen jaar geleden en dan is P. boisei in de lagen aanwezig. Specimen Omo 323-896 echter, een gedeeltelijk schedel, zou van P. boisei kunnen zijn maar is 2,2 miljoen jaar oud. Omo 18-18 komt uit een zeer oude laag, tussen de 2,58 en 2,75 miljoen jaar oud.
In 1986 begon Bernard Wood een ondesrcheid te maken  tussen een A. boisei in engere zin, sensu stricto, en in ruimere zin, sensu lato, de laatste inclusief de vondsten ouder dan 2,3 miljoen jaar. In 1988 suggereerde Frederick Edward Grine dat de robuuste australopitheken alle in het geslacht Paranthropus konden worden ondergebracht, wat dan een Paranthropus aethiopicus zou opleveren. Pas in de loop van de eenentwintigste eeuw werd die naam echt gangbaar.

## Beschrijving

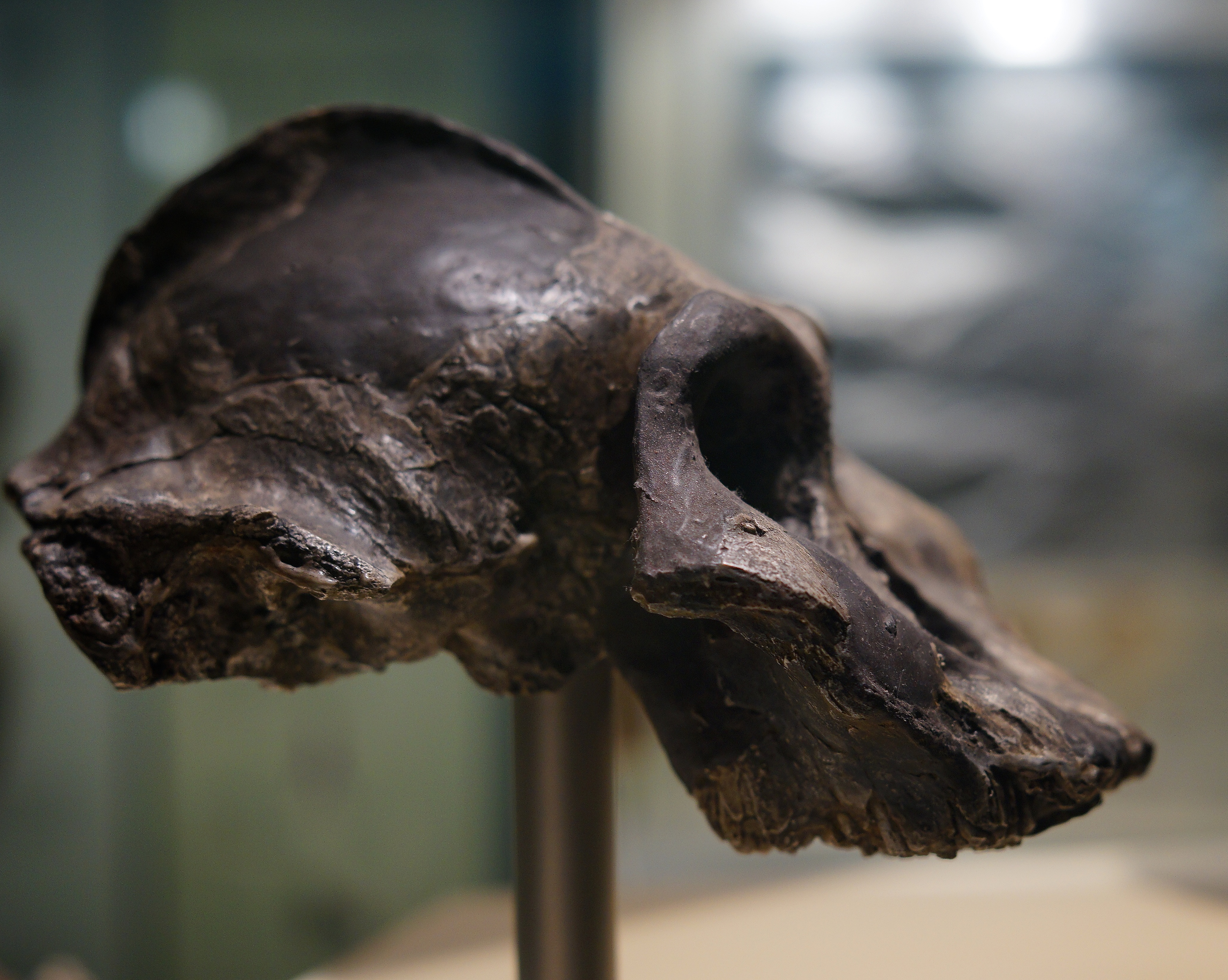
De Zwarte Schedel is extreem prognaat

Er is niet veel bekend over P. aethiopicus omdat we alleen beschikken over de schedel en de onderkaak. Het is niet zeker hoe groot Paranthropus aethiopicus precies was, wegens het gebrek aan postcraniaal materiaal, dus het skelet achter de schedel. Het is niet zo dat de grote kop wijst op een groot lichaam. De Zwarte Schedel kan wel een groot volwassen exemplaar geweest zijn en bij verwanten worden die een anderhalve meter lang.

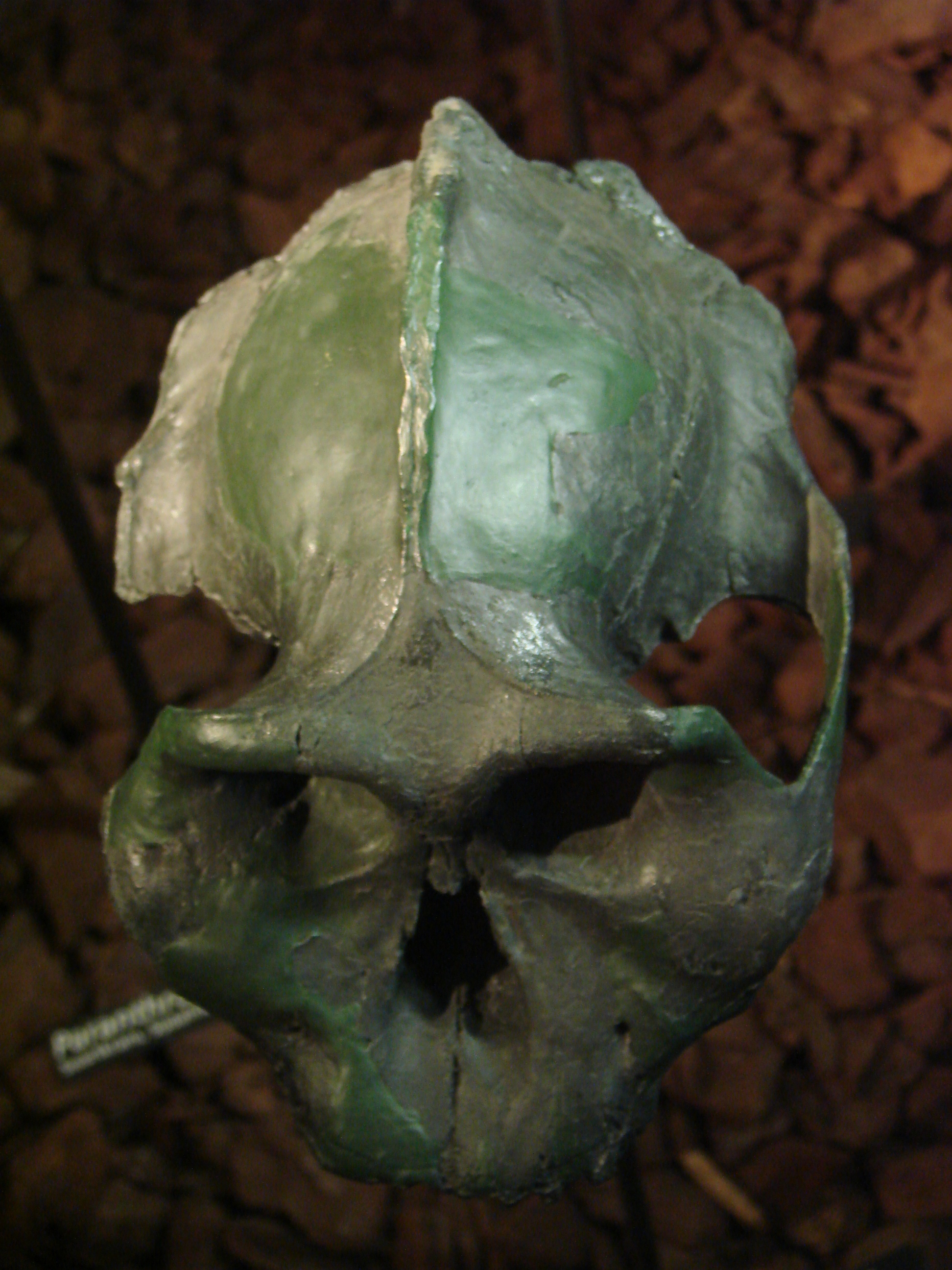
De schedelkam is zeer hoog, vooral achteraan

De herseninhoud is klein, 410 cm³. Doordat de schedel zo gaaf is, kon het volume vrij exact bepaald worden, zonder veel reconstructie. De inhoud van 410 cc was in 1986 de laagste die voor een volwassen mensachtige vastgesteld was. De kleine hersenpan stond in contrast met de robuuste bouw van de rest van de schedel, met de grootste schedelkam die van een mensachtige bekend was. Specimen L338y-6 heeft een herseninhoud van 427 cc wat wijst op een volwassen inhoud tegen de 450 cc.
Het meest opvallende kenmerk van P. aethiopicus is dat het gezicht sterk naar voren steekt. In deze prognatie verschilt het van andere robuuste vormen waarbij het gezicht veel rechter is in zijanzicht, ofwel orthognaat.
In 1986 werd nog een aantal verschillen aangegeven met Paranthropus boisei, zijn mogelijke nakomeling. Het punt waar de horizontale richels op het slaapbeen uiteen beginnen te lopen, ligt onder de L-vormige beennaad tussen slaapbeen en achterhoofd in plaats van erboven. Het bovenste kaakgewricht is ondiep in plaats van diep. De onderranden van de slaapbeenderen zijn sterk gepneumatiseerd, voorzien van luchtholten, in plaats van zwak. Het verhemelte is vlak in plaats van gewelfd. Het vlak van het tympanicum is hellend is plaats van verticaal. De schedelbasis is zwak gebogen in plaats van sterk. Het achterste deel van de schedelkam is veel groter dan het voorste deel in plaats van slechts weinig. De processus postglenoideus, een uitsteeksel achter het bovenste kaakgewricht, ligt volledig voor het tympanicum in plaats van in positie te overlappen. Het tympanicum vormt ten dele een buis in plaats van geheel niet. De verheffing van het bovenste kaakgewricht, de eminentia articularis, is zwak in plaats van sterk. De afstand tussen de eerste bovenste kies en het kaakgewricht is groot in plaats van klein. De helling van het achterhoofd is zwak in plaats van variabel. De onderrand van de oogkas vervloeit geleideijk naar buiten in plaats van scherp te blijven. De oogkas bereikt de grootste hoogte in het midden in plaats van aan de binnenzijde.
In 1988 en 1994 werden nog wat verschillen vastgesteld. De taloniden van de achterste tanden zijn korter en minder complex. De achterste tandenrij is korter. De hoektanden zijn langer. De onderkaken zijn lager. De Zwarte Schedel lijkt gezien zijn breedte te wijzen op bredere onderste voortanden, hoewel die op zich niet bewaard zijn gebleven.
Overigens zijn er veel overeenkomsten tussen P. aethiopicus en P. boisei. Beide vormen hebben kleine voortanden en hoektanden, enorme premolaren en kiezen met dik email, extreem brede jukbeenderen en hoge onderkaken.
Ellepijp L. 40-19 heeft een basale vorm. Dit onderarmbot is groot en aanzienlijk gebogen over de verticale lengte. De schacht is verticaal afgeplat zonder duidelijke richels of kammen aan de zijde van het spaakbeen. De aanhechtingsvlakken duiden op een zware musculatuur. De bult voor de aanhechting van de musculus brachialis is afgevlakt, zonder versterkende randen en vrij laag gelegen. De kam voor de musculus supinator is goed ontwikkeld. De processus olecrani is kort en breed maar hoog. De bolling van de kop is gering.

## Fylogenie

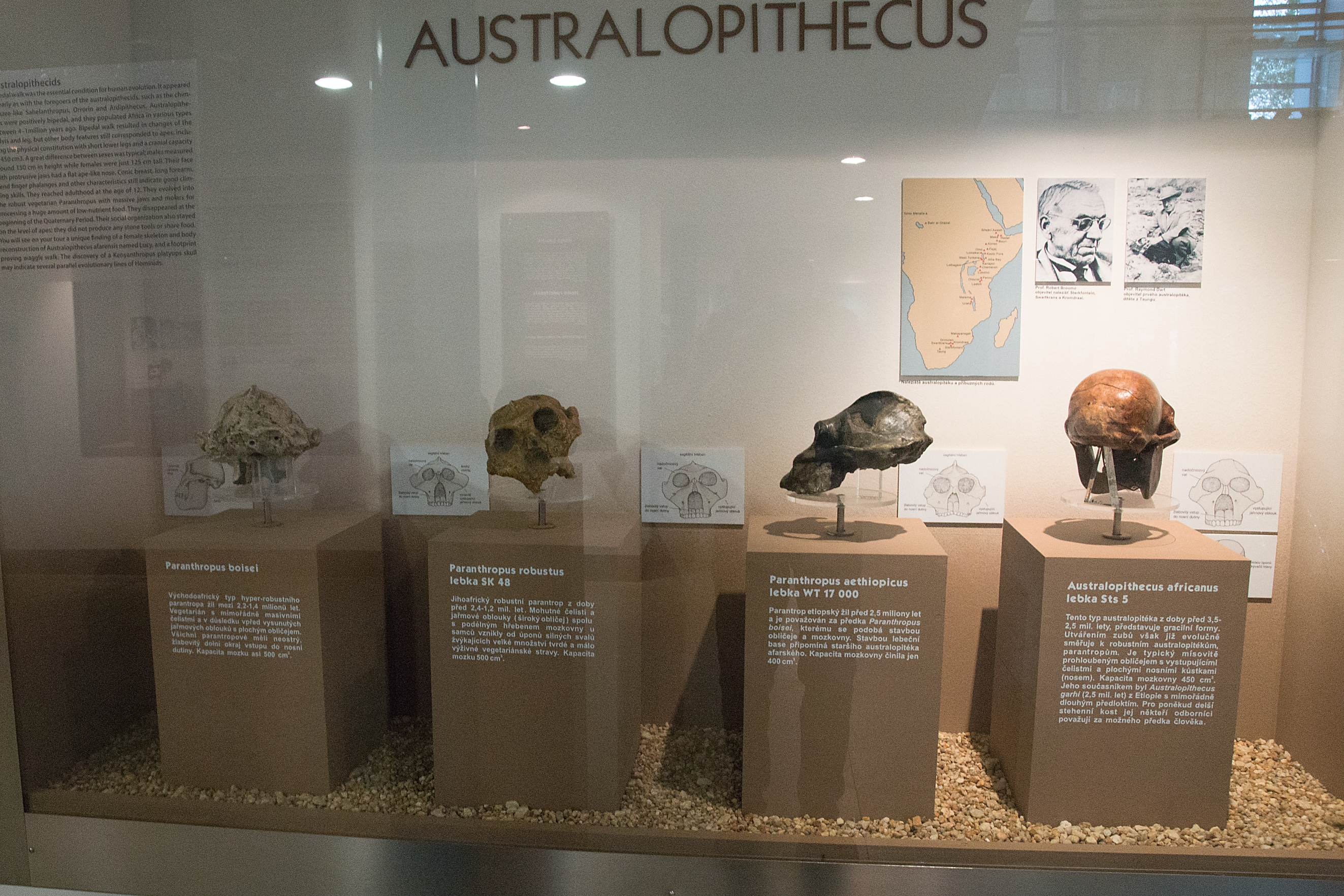
Links de drie paranthropussoorten op een rijtje

De kenmerken van de schedel zijn erg basaal en tonen overeenkomsten met het cranium van Australopithecus afarensis, zodat Paranthropus aethiopicus daar mogelijk een directe afstammeling van is. Er is in 1986 een aantal gedeelde kenmerken gemeld. Het verhemelte is zeer plat en ondiep. De bovenkaak is prognaat. De kam op de slaap vervloeit met de kam op het achterhoofd. De schedelkam is meer achteraan verhoogd voor de aanhechting van de achterste tak van de musculus temporalis. Het slaapbeen is sterk gepneumatiseerd. Het achterhoofd is klein in verhouding tot zijn totale breedte. De schedelbasis is sterk gepneumatiseerd zodat de wandbeenderen uitwaaieren in de zone van het tepelbeen. De troggen van het bovenste kaakgewricht zijn ondiep en overdwars breed. Het tympanicum ligt geheel achter de processus postglenoideus.
De basale trekken van het achterhoofd, overeenkomend met A. afarensis, zijn door Walkers echtgenote Patricia Shipman gezien als een teken dat het achterhoofd van A. afarensis een andere soort zou vertegenwoordigen dan de voorkant van diens materiaal dat afkomstig zou zijn van een zeer vroege vorm van Homo, maar dat werd al snel zeer onwaarschijnlijk geacht.
Het is vaak geopperd dat Paranthropus boisei of Paranthropus robustus uit Paranthropus aethiopicus ontstaan zijn. Paranthropus aethiopicus en de andere Paranthropus-soorten vormen dan evolutionair een tak die gescheiden is van het geslacht Homo. De grote robuustheid van P. aethiopicus, gecombineerd met de hoge ouderdom, werd al in 1986 gezien als een aanwijzing dat de jongere en minder robuuste P. robustus zich niet uit A. africanus heeft ontwikkeld. Ook werd het minder waarschijnlijk geacht dat de voorouder van P. boisei erg op P. robustus leek.
In 1986 werd een aantal zeer basale kenmerken gemeld die een mogelijke aanwijzing zijn dat de robuuste tak zich nog voor A. afarensis afsplitste. Het herseninhoud ligt zeer laag. De schedel heeft achteraan een laag profiel. De neusbeenderen reiken naar boven tot ver boven de beennaden tussen bovenkaaksbeenderen en voorhoofdsbeenderen tot over een niet gezwollen middelste wenkbrauwwal. Het schedeldak is laag met een gerekte en naar achteren hellende voorste zone van de voorhoofdsbeenderen. De onderste buitenrand van de oogkas is zeer bol zoals bij sommige gorilla's.

## Levenswijze

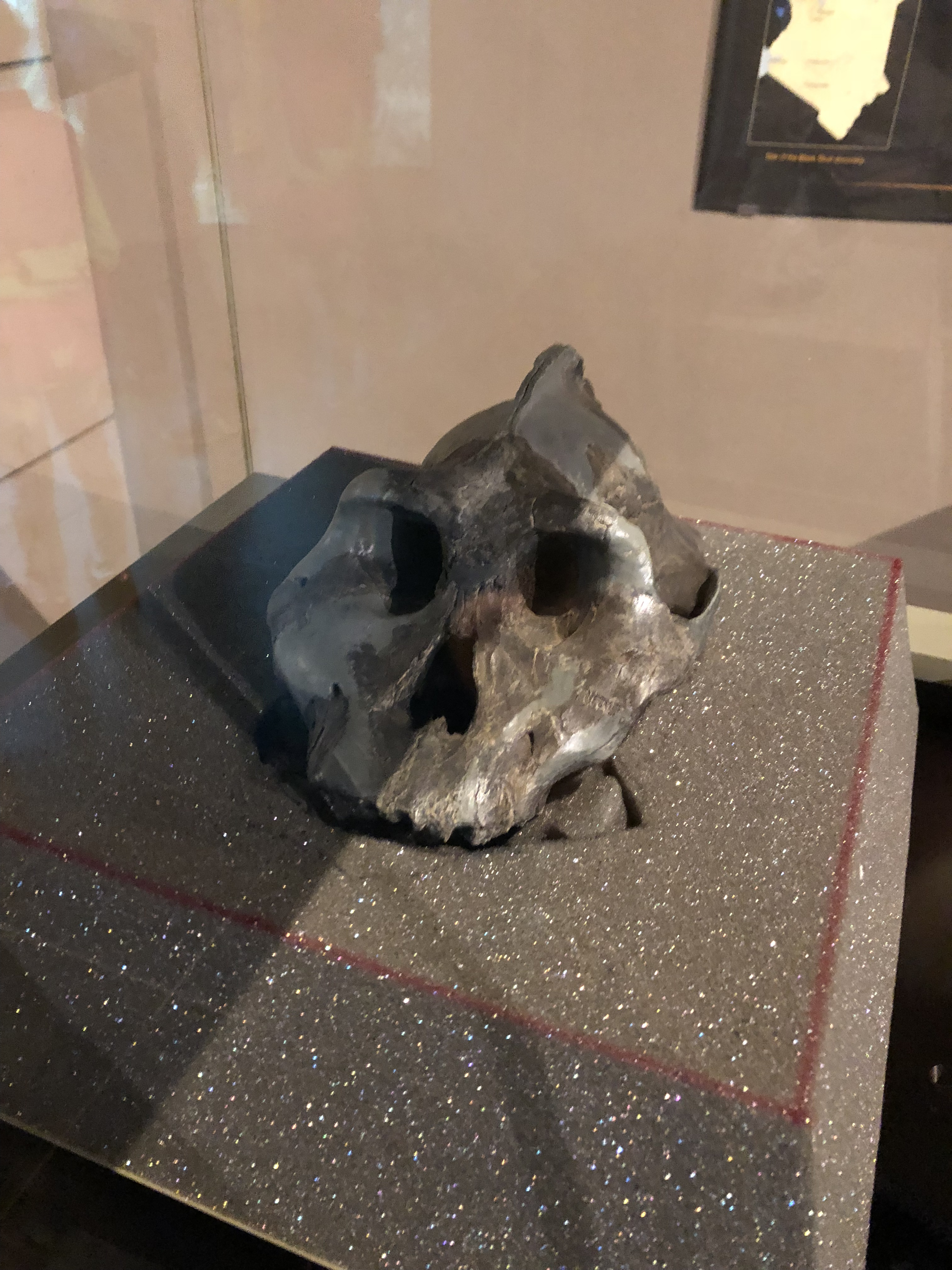
De jukbeenderen zijn zeer breed

Het leefgebied van P. aethiopicus bestond vermoedelijk uit halfopen bossen tussen natte graslanden met kleine rivieren omzoomd door oeverbossen. Het is mogelijk dat de habitat tegen de 2,3 miljoen jaar geleden droger en koeler werd. Het is lastig om vast te stellen waaruit het voedsel bestond. De enorme kiezen en kiesvormige premolaren, aangedreven door grote kauwspieren, kunnen verschillende functies gehad hebben. Bij de verwant P. boisei die een gelijkend gebit had, is daar veel over getheoretiseerd. Meestal wordt aangenomen dat de kiezen of dienden om hard voedsel te kraken of om juist grote hoeveelheden zachter voedsel te malen. Hard voedsel kan bestaan hebben uit zaden of noten. Zachter zijn bladeren en fruit. Die zijn in bossen te vinden. Relatief zacht zijn knollen, wortels en grassen. Die konden op savannes aangetroffen worden. Voedsel uit zo'n droger landschap moet echter wel vrij taai en slijtend geweest zijn. Onderzoek naar microkrassen, fytolieten of de chemische structuur van de tanden van P. aethiopicus, wat uitsluitsel zou kunnen bieden over het dieet, is weinig verricht omdat het materiaal zo beperkt is.
In dit verband is de langere snuit van P. aethiopicus relevant. Een langere bovenkaak dient bij mensapen typisch om fruit te eten. Daarbij worden dan echter wel ook de hoektanden gebruikt en die zijn bij P. aethiopicus vrij klein. Het is dus maar de vraag of er een specialisatie als fruiteter was. Een langere kaak betekent ook dat de bijtkracht bij de voortanden lager lag. Bij P. boisei en P. robustus zijn de premolaren ook als kiezen gevormd maar bij die verwanten ligt de jukbeenboog daar rechter boven zodat gecombineerd met een hogere voorste schedelkam daarop een grotere kracht kan worden uitgeoefend. Dat zou kunnen betekenen dat die kracht bij P. aethiopicus niet zo belangrijk was omdat vooral grotere hoeveelheden zachter voedel verwerkt werden. Een alternatieve verklaring is dat juist vanwege een grote selectiedruk voorde verwerking van hard voedsel die kaak bij de nakomeling P. boisei verkort is.
De voorwaartse positie van het achterhoofdsgat wijst erop dat P. aethiopicus volledig rechtop liep. Het geringe postcraniaal materiaal staat niet toe de precieze proporties van het lichaam te bepalen. Andere soorten van Paranthropus hebben relatief lange armen en korte benen vergeleken met de moderne mens. Voor zover bekend duiken moderne lichaamsverhoudingen pas op bij Homo ergaster. Vermoedelijk behield P. aethiopicus een redelijk vermogen om in bomen te klimmen. Dat zou ook nuttig geweest zijn in zijn halfbeboste leefgebied. Het in 1986 beschreven hielbeen is echter erg robuust en schijnt op een geringe beweeglijkheid met de voet te duiden, wat het omvatten van boomstammen bemoeilijkt zou hebben.
In de twintigste eeuw werd typisch aangenomen dat robuuste australopitheken niet al te snuggere planteneters waren. Dat leek in het geval van P. aethiopicus ook bevestigd te worden door de geringe herseninhoud van 410 cc. In de eenentwintigste eeuw werd echter duidelijk dat al drieënhalf miljoen jaar geleden werktuigen gebruikt werden. Het wordt mogelijk geacht dat ook P. aethiopicus eenvoudige werktuigen vervaardigde, bijvoorbeeld om voedsel te verwerken. Zulke werktuigen zijn sinds 1970 in de Omo aangetroffen maar werden aanvankelijk aan een Homo sp. toegeschreven. Daarbij is het goed mogelijk dat hij zijn dieet aanvulde met vlees. Bij voorkeur zal hij immers energierijk en eiwitrijk voedsel gegeten hebben dat eenvoudig was te kauwen en verteren. De enorme kiezen werden pas ingezet om slechte omstandigheden zoals droogte door te komen. In 2023 werden tot drie miljoen jaar oude resten van Paranthropus samen met Oldowan-werktuigen gemeld.
Onduidelijk is de relatie met andere mensachtigen. P. aethiopicus is een oude soort maar in zijn leefgebied kwamen vermoedelijk al vroege vertegenwoordigers van Homo voor. Die hadden wellicht grotere hersenen en kunnen vaardiger geweest zijn in het gebruiken van werktuigen. Onzeker is de nicheverdeling tussen de soorten.
Het is heel plausibel dat de Zwarte Schedel gezien zijn robuustheid een man vertegenwoordigt. Dat zou kunnen wijzen op een aanzienlijke mate van seksuele dimorfie. Het beperkte fossiele materiaal maakt het echter lastig dit statistisch te ondersteunen.

## Overzicht van voorlopers en oude verwanten van de mens
| Voorlopers en oude verwanten van de mens | Voorlopers en oude verwanten van de mens | Voorlopers en oude verwanten van de mens |
| Fossiel voorkomen                        | Geslacht                                 | Soorten |
| ---------------------------------------- | ---------------------------------------- | --- |
| 7 - 4,4 Ma                               | Sahelanthropus                           | Sahelanthropus tchadensis |
| 7 - 4,4 Ma                               | Orrorin                                  | Orrorin tugenensis |
| 7 - 4,4 Ma                               | Ardipithecus                             | Ardipithecus ramidus · Ardipithecus kadabba |
| 4,3 - 2 Ma                               | Australopithecus                         | A. anamensis · A. afarensis · A. bahrelghazali · A. africanus · A. garhi · A. sediba |
| 3,5 Ma                                   | Kenyanthropus                            | Kenyanthropus platyops |
| 2,5 - 1 Ma                               | Paranthropus                             | P. aethiopicus · P. boisei · P. robustus |
| tot heden                                | Homo                                     | H. antecessor · H. cepranensis · H. denisova · Homo erectus (Javamens · Pekingmens) · H. ergaster · H. floresiensis · H. gautengensis · H. georgicus · H. habilis · H. heidelbergensis · H. helmei · H. neanderthalensis · H. rhodesiensis · H. rudolfensis · Homo sapiens (H. s. idaltu · Cro-magnonmens · Red Deer Cave-mensen) |

## Fotogalerij

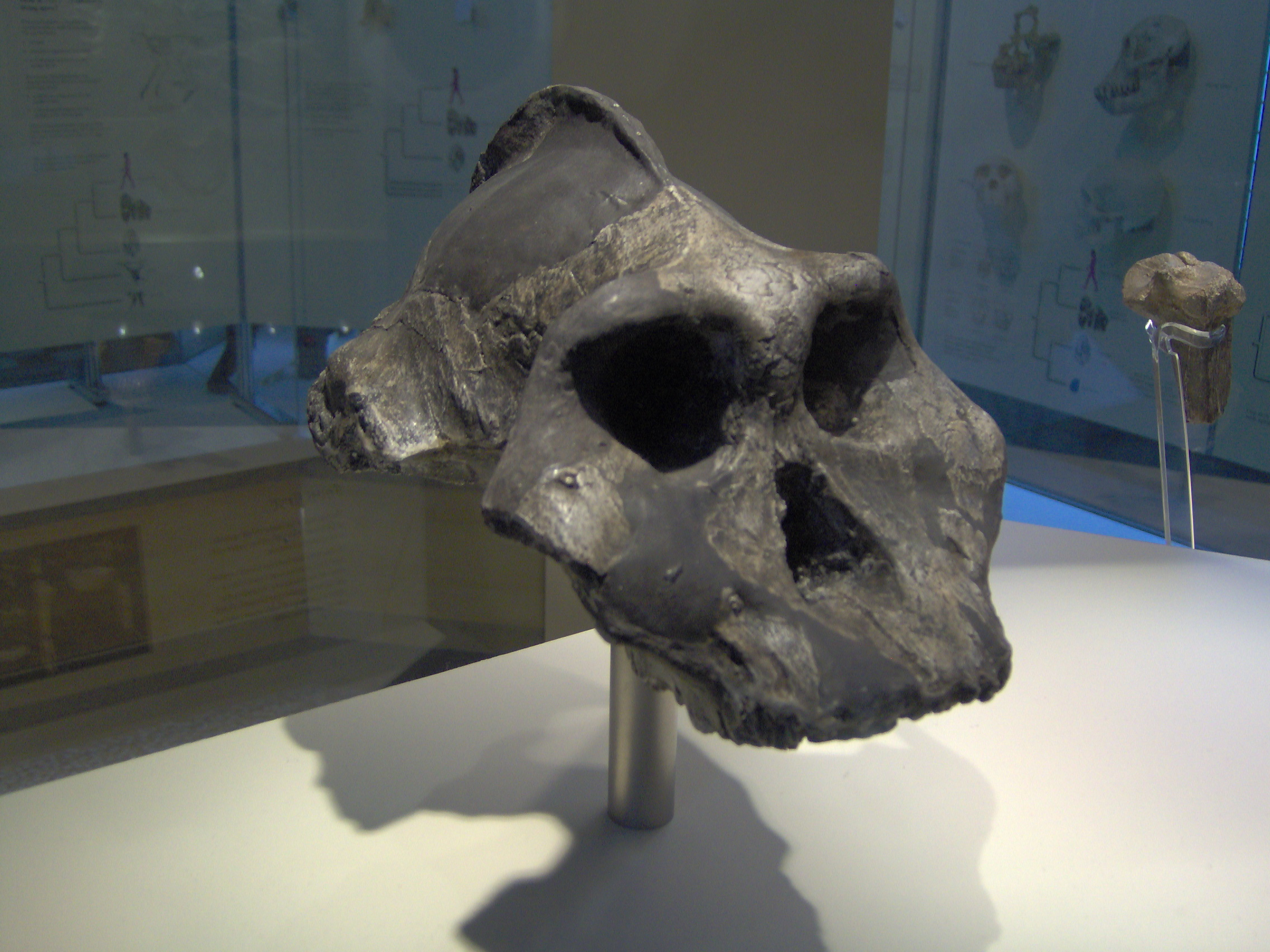
Schuin zijaanzicht
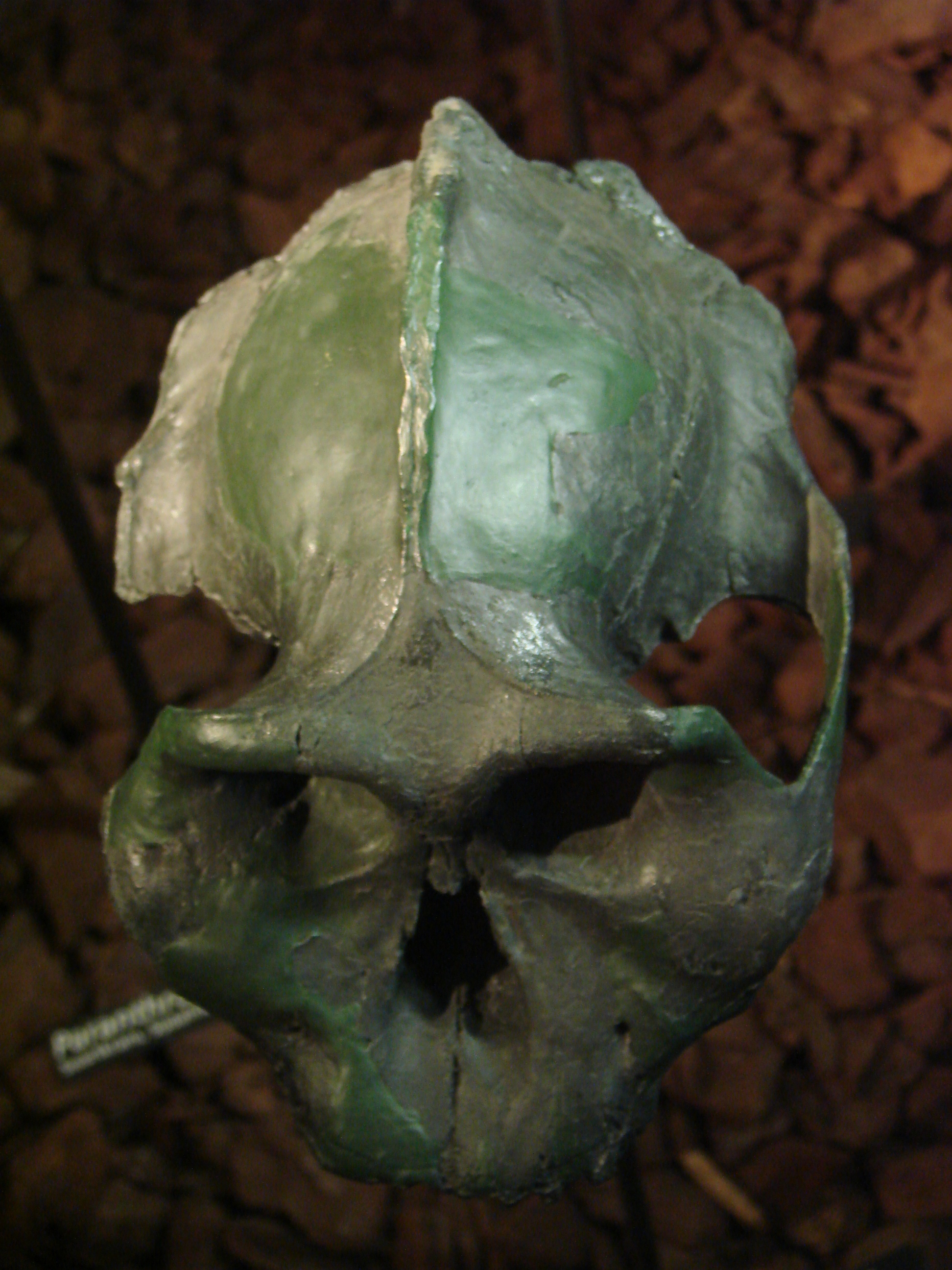
bovenaanzicht